# (1730) Marceline
(1730) Marceline es un asteroide que forma parte del cinturón de asteroides y fue descubierto por Margueritte Laugier el 17 de octubre de 1936 desde el Observatorio de Niza, Francia.

## Designación y nombre
Marceline fue designado al principio como 1936 UA. Más tarde se nombró por Marceline, un personaje de la novela El inmoralista del escritor francés André Gide (1869-1951).

## Características orbitales
Marceline orbita a una distancia media del Sol de 2,785 ua, pudiendo acercarse hasta 2,163 ua y alejarse hasta 3,408 ua. Tiene una inclinación orbital de 9,516° y una excentricidad de 0,2235. Emplea 1698 días en completar una órbita alrededor del Sol.